# Плутонія (роман)
«Плуто́нія» (рос. Плутония) — науково-фантастичний роман російського геолога і географа Володимира Обручева. У романі розповідається про подорож вчених у внутрішню порожнину Землі і відкриття підземного світу, населеного доісторичними істотами.

## Історія написання
Роман написаний в Україні на маленькій дачі під Харковом в 1915 році. Перша публікація відбулась в 1924 році в Ленінградському видавництві «Шлях до знання» (рос. «Путь к знанию»).
У передмові до роману Обручов писав, що він знає тільки два романи, в яких зроблені спроби в белетристичній формі дати широкому колу читачів уявлення про колишні форми життя. Перший з них — роман Жуля Верна «Подорож до центру Землі», в котрому герої роману опускаються вглиб Землі жерлом вулкана в Ісландії, а назад повертаються жерлом іншого вулкана, пливучи на плоті спочатку по киплячій воді, а згодом навіть по лаві. Володимир Обручев у передмові до роману висловив свої думки так:

| Все це дуже неправдоподібно. Жерла вулканів — це відкрита труба, що йде далеко вглиб, вони заповнені застиглою лавою; плотом по киплячій воді, а тим більше-по розжареній лаві, пливти неможливо. Геологічні помилки в цьому романі спонукали мене в 1915 р. створити «Плутонію». До цього випадку я ще нічого не писав для молодих читачів і не збирався цього робити. |
Другий — роман Артура Конан-Дойля «Загублений світ» про важкодоступне плато в Південній Америці, сподобався ще менше:

| в цьому романі також багато неправдоподібного; він знайомив читача лише з світом, близьким до сучасного, і справив на мене таке слабе враження, що я забув його назву, хоч читав його двічі і не дуже давно, значно пізніше, ніж роман Жуля Верна. |

## Сюжет

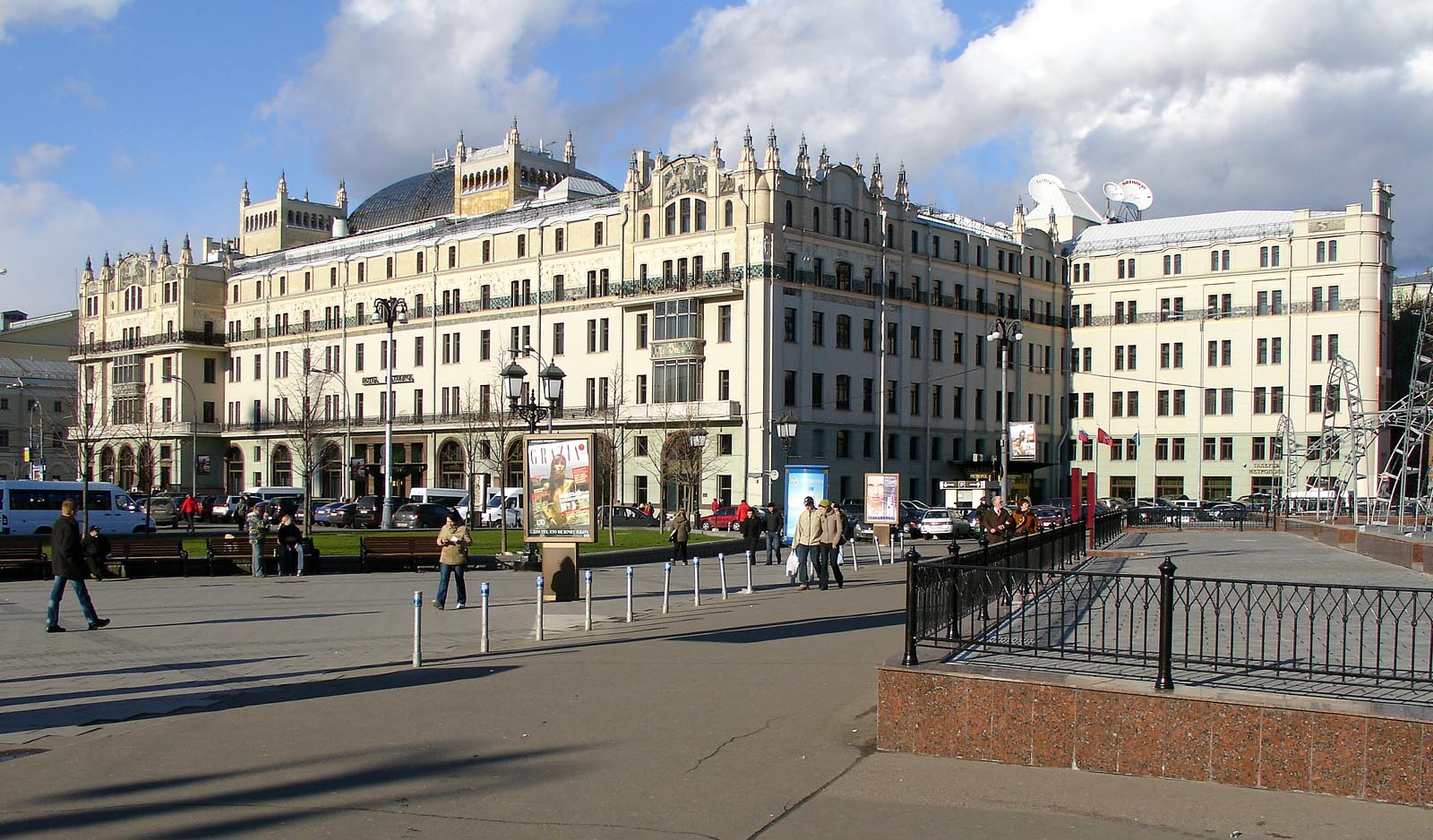
Готель «Метрополь» в котрому двічі зустрічались головні герої роману.

Початок 1914 року. Геофізик і астроном Микола Інокентійович Труханов споряджає експедицію в полярні регіони. До складу експедиції запрошені: професор та керівник кафедри геології університету Петро Іванович Каштанов, зоолог Семен Семенович Папочкін, метеоролог Іван Андрійович Боровий, ботанік і лікар Михайло Гнатович Громеко. Труханов переконує запрошених, що на місці останньої «білої плями» в Арктиці знаходиться невідомий та недосліджений ще ніким острів.
Судно «Полярна зірка» з експедицією відпливає з Петропавловська-Камчатського, забравши також каюра Іллю Степановича Іголкіна, який буде відповідати за їздових собак і нарти. Проходячи Берінгову протоку, судно підбирає золотошукача та авантюриста, гірничого інженера Якова Макшеєва. Прибувши 4 (17 червня за новим стилем) 1914 року на щойновідкритий острів (приблизно в районі 81°12΄5˝ північної широти), члени експедиції називають його Землею Фрітьофа Нансена. Труханов, будучи калікою, залишається на кораблі, а решта шестеро членів експедиції та три нарти, запряжені їздовими собаками, мають рухатися в глиб острова. Труханов передає Каштанову пакет, який він наказує відкрити, якщо учасники експедиції будуть в подиві, що їм робити, але радить без нагальної потреби пакет не відкривати.
Мандрівники переходять через гірський хребет і спускаються вниз по іншій його частині. Прорубавшись через дивну десятикілометрову гряду торосів, на її кінці герої починають підйом, але, на загальний подив, судячи зі свідчень гіпсотермометра, вони навпаки, опускаються на неймовірну глибину. Полярне сонце стоїть в зеніті, до того ж має плями і у нього інший кутовий розмір. Герої опиняються в тундрі, де блукають мамонти та шерстисті носороги. Учасники вирішують розкрити конверт і читають лист Труханова. Він пише, що насправді спорядив експедицію з іншою метою. Труханов переконаний, що Земля всередині пустотіла та має свій рослинний та тваринний світ, освітлюваний внутрішнім центральним світилом. Довести або спростувати його гіпотезу могла лише спеціальна експедиція. За його розрахунками, один з входів в порожнину Землі повинен був розташовуватися на Землі Нансена. Герої розуміють, що вони справді потрапили в таку порожнину Землі, а місцеве «Сонце» — насправді якесь планетарне тіло, яке учасники експедиції назвали Плутоном, в честь римського бога підземного світу, а всю підземну порожнину — Плутонією.
Вони вирішують розділити експедицію на дві частини: Боровий та Іголкін залишаються стерегти собак і спорядження, а решта учасників експедиції, взявши з собою одну з собак — Генерала, рушають в глиб Плутонії по річці, названій ними на честь Макшеєва. Мандрівники виявляють, що в міру спуску вниз по течії ріки рослинний та тваринний світ поступово змінюється від типового для плейстоценової епохи до більш давніх часів — до пліоцену, до міоцену і т. д. Учасники доходять до місця впадання річки в море Ящерів, яке знаходиться в зоні юрського періоду. Герої виявляють в даній зоні, крім характерних для юрського періоду тварин — динозаврів, птеродактилів, ще й жахливих величезних мурах, які викрадають всі їх речі та забирають в свій мурашник. Опинившись у безвихідній ситуації, герої підходять до краю безмежної Чорної Пустелі, збирають в кратері сірку, та, зробивши сірчистий газ, отруюють весь мурашник і рятують свої речі. З іншими мурахами герої ведуть постійні бої.
Учасники експедиції виявляють величезні рудні багатства Плутонії — поклади магнітного залізняка, олівінових з вкрапленнями нікелевого заліза, свинцевих руд, зокрема свинцевого блиску, самородного золота, самородного срібла, самородної міді, запаси нашатиру, вохри та самородної сірки, озера з геотермальною водою з температурою приблизно 40°C та мінеральною водою типу «зельтерської».
Дослідивши море Бронтозаврів, герої вирішують повертатися назад. Повернувшись, вони виявляють, що Борового та Іголкина за час їх відсутності викрали первісні люди. Спільними зусиллями Борового та Іголкина вдається визволити з полону і всі герої, цілі та неушкоджені, повертаються на земну поверхню і на «Полярну зірку», де їх чекає Труханов. На кораблі вони розповідають про свої пригоди і розмовляють про загадки Плутонії.
«Полярну зірку» зустрічає австро-угорський крейсер «Фердинанд», екіпаж якого захоплює «Полярну зірку» і повідомляє про початок війни, згідно з її законами судно і його вантаж конфіскується до закінчення війни. Весь екіпаж «Полярної зірки» висаджують на Камчатці в гирлі однойменної річки і дозволяють взяти з собою тільки особисті речі: одяг, провізію та власні гроші. Пізніше герої транзитом через Японію добираються до Росії і повідомляють про захоплення «Полярної зірки». Згодом моряки знаходять своє судно в Владивостоці покинутим і повністю пограбованим.
Смутні часи продовжуються: Перша світова війна, революція, громадянська війна. Одні учасники експедиції гинуть на фронтах, інші вмирають. Колекції, зібрані в Плутонії, пропали. Труханів вже не сподівається на їх повернення до законних власників. Роман закінчується так:

| Випадково до рук автора потрапив щоденник і малюнки одного з померлих учасників експедиції. За цими матеріалами і складена ця книга.Оригінальний текст (рос.) Случайно в руки автора попал дневник и рисунки одного из умерших участников экспедиции. По этим материалам и составлена настоящая книга. |

## Флора Плутонії

Титульна сторінка радянського НФ роману В. Обручева «Плутонія» в перекладі українською мовою видання 1955 року.

Опис флори Плутонії розпочинається з сучасних її представників. Спочатку «земля була буро-чорна, просякнута водою, липка, але не зовсім гола, а вкрита прим'ятими стебельцями дрібної пожовклої травички з покривленими сланкими гілочками низького чагарника, позбавленого листя», згодом «полярна береза і полярна верба, але нових видів, а потім і чахла модрина», по течії річки «береги були вкриті суцільною стіною різноманітних чагарників, що досягали вже чотирьох метрів висоти: кілька порід лози, верба, черемха, глід, шипшина щільно спліталися одно з одним, а над ними подекуди підносилися верховіття білих беріз і модрин», згодом «траплялися вже вічнозелені рослини — мирти, лаври, лавровишні. Горіхове дерево досягало величезних розмірів, не поступаючись перед дубами, буками і в'язами; на південному схилі зустрічалися бук, кипариси, туї і тис. Прекрасні магнолії розпустили свої великі білі запашні квіти. В хащі понад річкою попадався бамбук і різні ліани», «юки, віялові й сагові пальми». Надалі флора Плутонії залежить від положення зони: чим вона південніше, тим флора давніша.
У романі дається вельми точний опис рослинності. При цьому, однак, автор описує юрський ліс як такий, що повністю складається з хвощевидних та папоротеподібних, хоча там повинні домінувати голонасінні рослини. Можливо, це пов'язано з тим, що на початку двадцятого століття вважалося, що справжні голонасінні розвинулися досить пізно, в той час як зараз з'ясовано, що вони з'явилися ще в кам'яновугільному періоді і їх розквіт почався вже в тріасі. Інше можливе пояснення полягає в тому, що мандрівники більшу частину роману пливуть на човнах по річках і морях Плутонії, а значить, бачать лише напівводну та навколоводних флору, яка дійсно складалася в основному з хвощів і папоротей. По-справжньому далеко від берега вглиб країни мандрівники йдуть лише тричі: в зоні плейстоценового тундростепу (в романі, відповідно до уявлень свого часу, названо тундрою, але це сухий тундростеп, оскільки мандрівники знімають лижі), в зоні олігоценового степу і в Чорній Пустелі.
Крім чисто наукового, рослинний світ Плутонії мав і практичне значення для членів експедиції. Так зі стовбурів бамбука вони виготовили плота, котрий розмістили між човнами, а шестиметрові стовбури хвощів юрського періоду були використані в вигляді труб та корпусу до міхів для кращого провітрювання мурашника. Внесла свій вклад флора Плутонії також і в харчування членів експедиції, оскільки вони «всі овочеві і борошняні консерви залишили в юрті і з собою з харчів взяли тільки чай, цукор, каву, трохи сухарів та приправи, як сіль, перець, екстракти». Так, наприклад, приправою до хобота мамонта, впольованого Каштановим, стали декілька головок дикого часнику, знайдених ботаніком Громеко, суп із гуски герої готували з дикою цибулею. Так само з цибулею приготували порося у вареному і смаженому вигляді. А юрський солодкий комиш, аналог цукрової тростини, вперше побачений ботаніком в пащі молодого ігуанодона, загризеного цератозавром, поповнив експедиційні запаси цукру, що вже закінчувалися. Чай з солодким соком комиша підтримав сили героїв, пограбованих мурахами та навіть допоміг втамувати голод під час подорожі за сіркою в Чорну Пустелю, коли їм не вдалося вполювати жодної дичини. Але продукти флори Плутонії могли лишень частково поліпшити та урізноманітити раціон експедиції, а основну частину їжі мало дати полювання і рибальство на представників місцевої фауни.

## Фауна Плутонії
Фауна Плутонії, як і флора, залежить від розташування зони. Нижче подані списки тварин, згаданих в романі, розбиті по групах тварин і дані в тому порядку, в якому їх зустрічали герої роману.
| Ссавці: - Мускусний бик - Мамонти - Волохаті носороги - Первісні бики - Могильники - Зайці - Коні - Великорогі олені - Печерні ведмеді - Вовки - Білки - Бурундуки - Дикі кабани - Шаблезубі коти - Гіпопотами - Гігантські лінивці — мегатерії - Гліптодони - Носороги - Мастодонти - Антилопи - Верблюдо-жирафи аепикамелуси - Пліоценовий предок вовка - Міоценові мавпи ореопітеки - Примітивні хижаки - Первісні коні еохіппуси - Титанотерії - Корифодони - Доісторичні їжатці - Первісні видроподібні хижаки - Північні олені | Птахи - Співочі птахи, чий спів можна було почути аж до зони олігоценових степів, зокрема неназвані «болотяні птахи», гуси, «дрібні птахи». - Гігантські грифи - Гесперорніси - Археоптерикси Плазуни - Змії - Ящірки - Трицератопси - Крокодили - Плезіозаври - Птеродактилі - Іхтіозаври - Ігуанодони Динозаври - Цератозаври - Стегозаври - Диплодоки - Бронтозаври Земноводні - Жаби Риби - Моксуни - Скати - Стерляді | Молюски - Амоніти - Наутилуси - Черевоногі - Пластинчастозяброві Безхребетні - Снігові комарики - Комарі - Ґедзі - Мошки - Метелики - Бджоли - Бабки - Жуки - Мухи - Оводи - Медузи - Мурахи - Морські їжаки - Морські зірки - Плечоногі - Хробаки - Слимаки |

## Хронологічна таблиця роману
| № п/п | Дата події                        | Короткий зміст | Примітки |
| ----- | --------------------------------- | --- | -------- |
| 1     | 1 грудня 1913 року                | Микола Інокентійович Труханов пише листа до професора геології Петра Івановича Каштанова з пропозицією взяти участь в полярній експедиції з вивчення незвіданої частини Північного Льодовитого океану. |          |
| 2     | 2 січня 1914 року                 | Опівдні в московському готелі «Метрополь» вперше зустрічаються майбутні члени експедиції: Труханов, Каштанов, Папочкін, Боровий, Громеко та капітан судна. Труханов розповідає плани подорожі. |          |
| 3     | 9 січня 1914 року                 | Там же члени експедиції, крім капітана корабля, що поїхав приймати судно «за типом „Фрама“, але більш удосконалене», зустрічаються вдруге й дають свою згоду на участь в експедиції. |          |
| 4     | 20 квітня 1914 року               | Боровий, Громеко, Каштанов та Папочкін сибірським експресом виїжджають з Москви. |          |
| 5     | 30 квітня 1914 року               | Четверо членів експедиції прибули до Владивостока, де їх зустрів прибувший ще 23 квітня Труханов. |          |
| 6     | 1 травня 1914 року                | У порт Владивостока причалило судно «Полярна зоря». |          |
| 7     | 4 травня 1914 року                | «Полярна зоря» з експедицією покинула бухту Золотого Рогу та повз острови Руський й Аскольда попрямувала на схід, згодом круто повернувши на північний схід в напрямі Камчатки. |          |
| 8     | 4 травня- кінець травня 1914 року | Досягнувши широти мису Терпіння острова Сахалін, судно повернуло східніше, ввійшло в Охотське море і проминувшии острови Парамушир, Маканруші та Онекотан Північних Курил увійшло в Авачинську бухту й зайшло до Петропавловська-Камчатського. У місті склад експедиції поповнили 30 їздових собак та ще один член — Ілля Степанович Іголкін, «родом із Забайкалля, з бурят-козаків якоїсь станиці на кордоні Монголії». Подальший шлях судна Тихим океаном пролягав понад східним берегом Камчатки, згодом поміж островом Святого Лаврентія та мисом Чукотським в бухту Провидіння Чукотського півостріва, де поповнили запаси корабельного вугілля. Обігнувши Чукотський мис, «Полярна зоря» з Берингового моря ввійшла в Берингову протоку, тримаючи курс ближче до її азійського берега. З губи святого Лаврентія до судна на чукотській байдарі приплив золотошукач за покликанням та гірничий інженер за професією Яків Макшеєв, родом з Єкатеринбурга, який також дав свою згоду на участь в експедиції. Проминувши мис Дежньова в боку Азії та миси принца Уельського, Лісберн і Надії з американського боку, «Полярна зоря» вийшла в води Чукотського моря Північного Льодовитого океану. |          |
|       |                                   | |          |

## Видання в Україні
Науково-фантастичний роман Володимира Обручева «Плутонія» видавався в Україні, як в перекладі українською (двічі), так і мовою оригіналу. Він, наприклад, вийшов друком у 1936 році у видавництві Держтехвидав УРСР (Харків-Київ) під назвою «Плутонія. Незвичайна мандрівка в надра Землі.» тиражем 15 тисяч екземплярів та в Києві у 1955 році в видавництві «Радянська школа» тиражем 14,6 тисяч экземплярів, як переклад видання 1953 року Географвиду (рос. Географгиз, Государственное издательство географической литературы, в 1963 році Географгиз приєднано до видавництва «Мысль»), у 1990 році російською мовою в видавництві «Веселка», як копія з третього тому 24-томного видання «Бібліотека фантастики», виданого в московському видавництві «Правда» в 1988 році.

## Переклади
Крім мінімум 62 видань російською та двох видань українською, роман «Плутонія» перекладався і видавався й іншими мовами народів світу:
| Мова перекладу | Перекладач                                                               | Назва                                                               | Рік            | Видавництво                                                                                                  | Кількість видань |
| -------------- | ------------------------------------------------------------------------ | ------------------------------------------------------------------- | -------------- | --- | ---------------- |
| англійська     | Фаїна Олександрівна Соласко (псевдонім, справжнє ім'я — Фаїна Глаголєва) | «Plutonia», «Plutonia: An Adventure Through Prehistory», «Plutonia» | 1956 1961 1988 | рос. Издательство литературы на иностранных языках (Иногиз) англ. Criterion Books рос. Издательство «Радуга» | 3                |
| англійська     | Бріан Пірс (англ. Brian Pearce)                                          | «Plutonia: An Adventure through Prehistory»                         | 1957           | Lawrence & Wishart                                                                                           | 1                |
| англійська     | ?                                                                        | «Plutonia»                                                          | 2001           | англ. Fredonia Books (Нідерланди)                                                                            | 1                |
| естонська      | Леонід Парашин (ест. Leonid Parašin)                                     | «Plutoonia»                                                         | 1957           | Eesti Riiklik Kirjastus                                                                                      | 1                |
| іспанська      | Ісабель Вісенте (ісп. Isabel Vicente)                                    | «Plutonia»                                                          | 1953 1974      | рос. Издательство литературы на иностранных языках (Иногиз) рос. Издательство «Прогресс»                     | 2                |
| латиська       | ?                                                                        | «Plutonija»                                                         | 1957           | LVI | 1                |
| литовська      | ?                                                                        | «Plutonija»                                                         | 1956           | Valstybinė grožinės literatūros leidykla                                                                     | 1                |
| німецька       | нім. H. Strese                                                           | «Plutonien»                                                         | 1954 1961      | Verlag Neues Leben                                                                                           | 2                |
| німецька       | Оксана Булгакова Дітмар Хочмут (нім. Oksana Bulgakowa, Dietmar Hochmuth) | «Plutonien»                                                         | 1988           | нім. Verlag Neues Leben                                                                                      | 1                |
| польська       | Давид Джарзабек (пол. Dawid Jarząbek)                                    | «Plutonia»                                                          | 1953 1959      | Iskry | 2                |
| португальська  | ?                                                                        | «Plutônia: uma aventura no centro da Terra»                         | 1960           | порт. Brasiliense                                                                                            | 1                |
| сербська       | ?                                                                        | «Plutonija»                                                         | 1966           | серб. Mlado pokolenje                                                                                        | 1                |
| татарська      | рос. Л. Гаделшин                                                         | «Плутон иле»                                                        | 1963           | рос. Татарское книжное издательство Казан                                                                    | 1                |
| угорська       | угор. György Gellért                                                     | «Utazás Plutóniába»                                                 | 1960           | Móra ferenc könyvkiadó                                                                                       | 1                |
| французька     | ?                                                                        | «La Plutonie»                                                       | 1988           | рос. Издательство «Радуга»                                                                                   | 1                |
| чеська         | чеськ. O. Bojarovi                                                       | «Plutonie»                                                          | 1956           | Státni nakladatelství dětské knihy                                                                           | 1                |

## Цікаві факти
Науково-фантастичний роман Володимира Обручева, в якому внутрішню планету названо «Плутоном», написано в 1915 році. А карликову планету Сонячної системи Плутон, названу також в честь бога підземного світу, вченими відкрито тільки в 1930 році.